# Dime que me quieres
Dime que me quieres va ser una sèrie de televisió, estrenada per Antena 3 en 2001 i produïda per Cartel. Fou dirigida per Fernando Colomo, Raúl de la Morena i Miguel Ángel Díez.

## Argument
Guillermo i Teresa són dues persones divorciades de les seves respectives parelles, tots dos amb fills al seu càrrec, que després d'una trobada casual acaben enamorant-se i decidint compartir la seva vida.

## Repartiment
- Imanol Arias…Guillermo.
- Lydia Bosch…Teresa.
- Talía del Val...Laura.
- Andreas Muñoz…David.
- Marta Belenguer…Lola.
- Manuel Hormigo...Alfredo.
- Fernando Cayo…Óscar.
- Miguel Palenzuela...Lucio.
- María Fernanda D'Ocón…Blanca.
- Mónica Ballesteros...Montse.
- Pastora Vega…Eva.
- Iñaki Miramón…Fernando.

## Audiències
En la seva estrena, la sèrie va ser seguida per 5.202.000 persones (29,9% de quota de pantalla). El segon episodi va descendir a 3.939.000 persones (22,7% de share). Finalment, va arribar a caure al 18'9% de quota de pantalla (3.024.000 espectadors), la qual cosa va donar lloc al fet que no es rodés una segona temporada.